# Parc Nacional dels Sundarbans
El Parc Nacional de Sundarbans (bengalí: সুন্দরবন জাতীয় উদ্যান Shundorbôn Jatiyo Udyan) és un parc nacional,una Reserva de Tigres, i Reserva de la Biosfera des del 2001, a Bengala Occidental, Índia. El delta està densament cobert per boscos de manglars, i és una de les reserves més grans del tigre de Bengala. És part dels Sundarbans al delta del Ganges, i adjacent a la Reserva Forestal de Sundarbans a Bangladesh. El delta està densament cobert de boscos de manglars, i és una de les majors reserves per al tigre de Bengala. També és l'hàbitat d'una varietat d'espècies d'aus, rèptils i invertebrats, incloent el Cocodril marí. L'actual Parc Nacional de Sundarban va ser declarat àrea central de la Reserva de Tigres de Sundarban el 1973 i santuari de vida salvatge el 1977. El 4 de maig de 1984 va ser declarat parc nacional. És Patrimoni de la Humanitat de la UNESCO inscrit l'any 1987, i està designat com a lloc Ramsar des de 2019. És considerat un dels espais de la Xarxa Mundial de Reserves de la Biosfera (Reserva de l'Home i de la Biosfera) des de 1989.
La primera divisió de gestió forestal que va tenir jurisdicció sobre els Sundarbans es va establir el 1869. El 1875 una gran part dels boscos de manglars van ser declarats boscos reservats segons la Llei forestal de 1865 (Llei VIII de 1865). La resta de boscos van ser declarats dins la reserva l'any següent i el bosc, que fins aquest moment era administrat pel districte de l'administració civil, va passar sota el control del Departament Forestal. Una divisió forestal, que és la unitat bàsica de gestió i administració forestal, es va crear el 1879 amb la seu a Khulna, Bangla Desh. El primer pla de gestió es va redactar per al període 1893–1898.
L'any 1911, es va descriure com una zona de deserts no examinats i va ser exclòs del cens. Aleshores s'estenia uns 266 quilòmetres des de la desembocadura del riu Hugli fins a la desembocadura del riu Meghna i limitava cap a l'interior pels tres districtes poblats dels 24 parganes, Khulna i Bakerganj. La superfície total (inclosa l'aigua) es va estimar en 16.900 quilòmetres quadrats (6.526 milles quadrades). Era una selva plena d'aigua, on abundaven els tigres i altres bèsties salvatges. Els intents de recuperació no havien tingut gaire èxit. Els Sundarbans es trobaven a tot arreu intersecats per canals fluvials i rierols, alguns dels quals permetien la comunicació d'aigua a tota la regió de Bengala tant per als vaixells de vapor i per als vaixells autòctons. La major part del delta es troba a Bangla Desh.

## Geografia
El Parc Nacional de Sundarban té una alçada mitjana de 7,5 m sobre el nivell del mar. El parc està compost per 54 petites illes i travessat per diversos distribuïdors del Riu Ganges. L'àrea protegida és de 133.010 ha.

### Clima
Les precipitacions són abundants i la humitat arriba a 80%, ja que està a prop del Golf de Bengala. El monsó dura des de mitjans de juny fins a mitjan setembre. Els vents predominants són del nord i del nord-est des d'octubre fins a mitjan març i els del sud-oest des de mitjans de març fins al setembre. Les tempestes, que de vegades es converteixen en ciclons, són comunes durant els mesos de maig a octubre.

### Hidrologia
Set rius principals i innombrables cursos d'aigua formen una xarxa de canals en aquest delta estuari. Tots els rius tenen un curs cap al sud, cap al mar. L'ecogeografia d'aquesta zona depèn totalment de l'efecte de les marees de dues marees vives i dues marees minvants que es produeixen en un termini de 24 hores amb un rang de marees de 3-5 metres i de fins a 8 metres a la marea de primavera normal, inundant tot el Sundarban a diferents profunditats. L'acció de les marees torna a dipositar els llims als canals i a elevar el llit, formant noves illes i rierols que contribueixen a una geomorfologia incerta. Hi ha una gran depressió natural anomenada el conoide de Bengala a la badia de Bengala entre el paral·lel 21 nord i el 21°22' de latitud, on la profunditat de l'aigua canvia sobtadament de 20 a 500 m. Aquesta misteriosa depressió fa recular els llims cap al sud i/o més a l'est per formar noves illes.
Els aiguamolls o planes fangoses de Sunderban es troben a l'estuari i a les illes del delta on es produeix una baixa velocitat del corrent fluvial i de marea. Aquestes planes o maresmes estan exposades quan les marees baixes i submergides quan les marees altes, per la qual cosa canvien morfològicament fins i tot en un cicle de marea. Les parts interiors dels aiguamolls són l'entorn adequat per als manglars.
Hi ha una sèrie d'aiguamolls fora del Parc Nacional dels Sundarbans que poden ser llocs turístics. Es poden visitar i gaudir de la bellesa del lloc durant la marea baixa. En ocasions es poden veure anemones de mar, limúlids (en vies d'extinció) i petits pops.

## Flora
Sundarban ha obtingut el seu nom dels arbres de "Sundari", Heritiera fomes. És la més exquisida varietat d'arbre que es troba en aquesta zona, una classe especial d'arbre de manglar. El tret principal d'aquest arbre és que produeix espines que creixen des del terra i ajuden a la respiració de l'arbre. Durant la temporada plujosa quan tot el bosc es troba inundat per les aigües, les espines que s'alcen des del terra tenen el pic en l'aire i ajuden al procés de respiració.

## Fauna

### Mamífers terrestres
El bosc dels Sundarbans és la llar de més de 400 tigres. El tigre de Bengala ha desenvolupat una característica única de nedar en aquestes aigües salubres. Els tigres es poden veure a la vora del riu prenent el sol entre novembre i febrer. A part del tigre de Bengala, als Sundarbans hi ha abundants exemplars de gat pescador, gat de Bengala, macacos, porc senglar, mangosta hindú gris, guineu, gat de la jungla, guineus voladores, pangolí, i aixis.
S'ha proposat la creació d'una Àrea protegida de diversitat setàcia dels Sundarbans, que inclouria les aigües costaneres enfront dels Sundarbans que allotgen hàbitats crítics per a cetacis en perill; grups residents de rorqual de Bryde, una població crítica recentment redescoberta del dofí del riu Irawadi, el dofí del Ganges, i dofí d'estuari indopacífic. La marsopa sense aleta, el torsiops, el dofí de musell llarg, i el dofí tacat tropical es troben també en aquesta zona.

### Aus
Algunes de les aus que es troben habitualment en aquesta regió són bec de tenalles, alció alció encaputxat, ibis capnegre, fuliques, jacana cua de faisà, milà negre, milà capblanc, circus, francolí d'aiguamoll, gall bankiva, tórtora colltacada oriental, mainà comú, oca menuda asiàtica, gavines, tètol cuanegre, xatrac gros, bernat pescaire, becadell comú, falcó pelegrí, valona, treron, cotorra de Kramer, les Terpsiphone, cormorans, polit cantaire comú, pigarg ventreblanc, martí pescador comú, pícids, territ menut comú, territ gros siberià, numenius, pluvialis, ànec cuallarg, morell xocolater i ànec arbori menut.

### Fauna aquàtica
Alguns dels animals aquàtics que es troben al parc són peixos serra, colometa, ratlles torpediniformes, el ciprínid Hypophthalmichthys molitrix, estrelles de mar, carpa comuna, quelicerats, llagostins, gambes, dofí del Ganges, Duttaphrynus melanostictus i granotes arborícoles.

### Rèptils

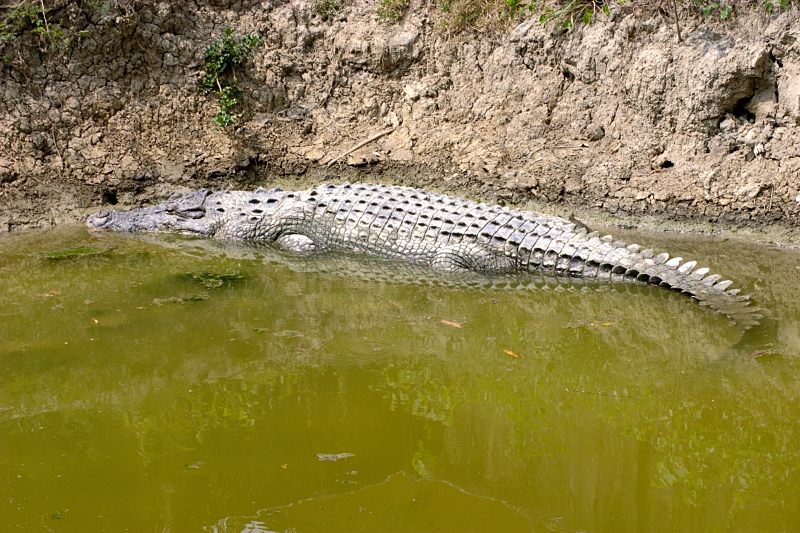
Cocodril als Sundarbans

El parc nacional de Sundarbans conté un gran nombre de rèptils també, com cocodrils d'aigua salada, camaleons, varans, tortugues, com la tortuga olivàcia, tortuga carey i tortuga verda; i serps que inclouen el pitó de Birmània, cobra real, serp rata oriental (Ptyas mucosus), escurçó de Russel, Cerberus rynchops, Xenochrophis piscator i búngars.

### Mamífers marins
La proposta Àrea Protegida de Diversitat de Cetacis de Sundarbans, inclou les aigües costaneres de Sundarbans que allotgen hàbitats crítics per a cetacis en perill d'extinció; grups residents de rorqual de Bryde (Balaenoptera brydei)], una població crítica recentment redescoberta de dofí del riu Irawadi (Orcaella brevirostris), dofí del Ganges (Platanista gangetica), i dofí rosat de Hong Kong (Sousa chinensis). La marsopa sense aleta (Neophocaena phocaenoides), dofí de l'Indo-Pacífic (Tursiops aduncus), el dofí girador Stenella longirostris i el dofí tacat tropical (Stenella attenuata) també es troben en aquesta àrea, mentre la falsa orca (Pse) i el dofí de dents rugoses (Steno bredanensis) són més rars

### Espècies en perill
Les espècies en perill que viuen dins dels Sundarbans son el tigre de Bengala, cocodrils d'aigua salada, la tortuga Batagur baska, tortuga olivàcia, dofí del Ganges, tortuga carey i Carcinoscorpius rotundicauda.

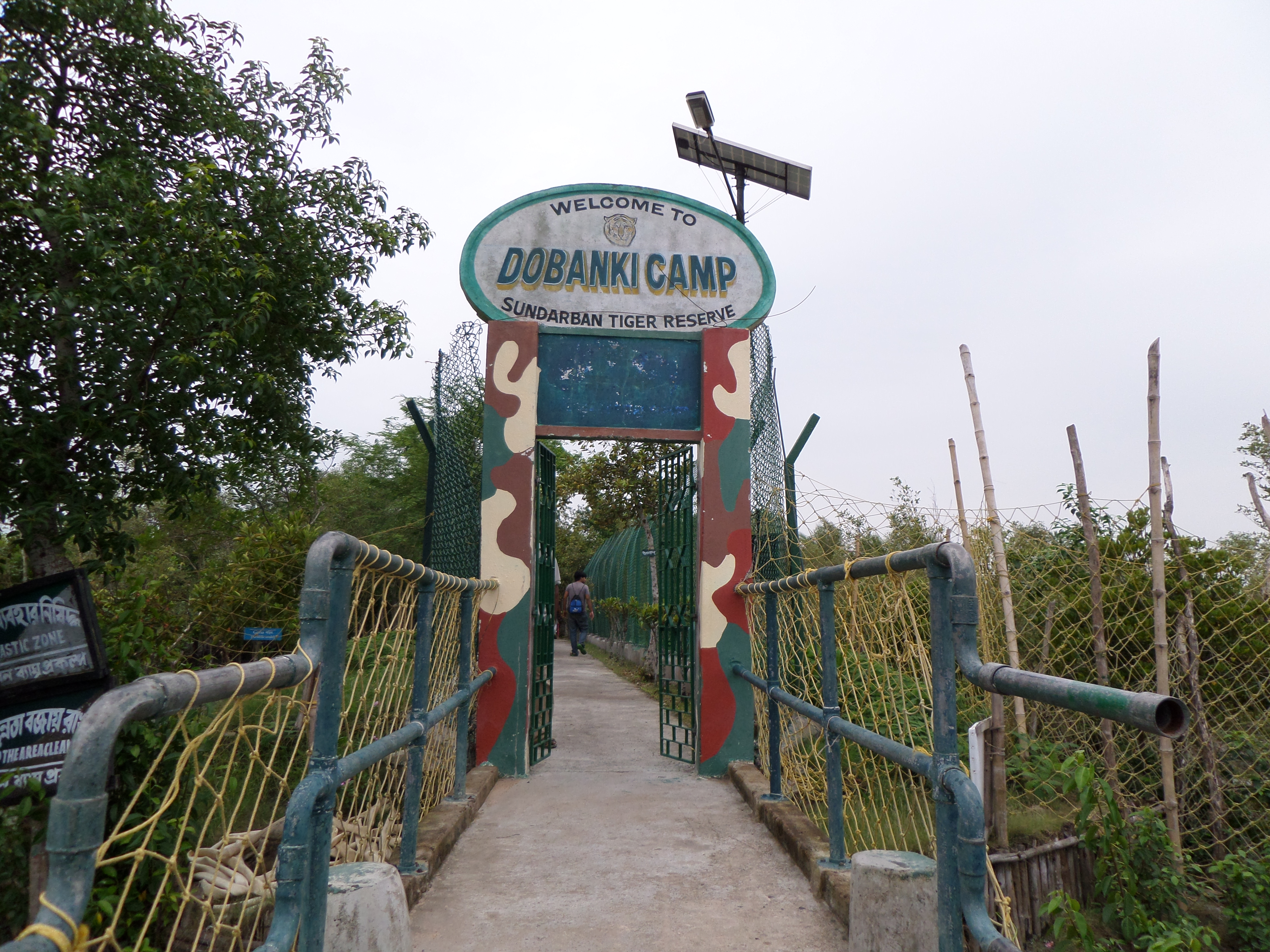
Entrada al campament Dobanki

### Truistes
L'únic mitjà per recórrer el parc és el vaixell, per les diverses vies formades pels nombrosos rius. Hi ha vaixells locals o les embarcacions operades per la West Bengal Tourism Development Corporation (Corporació de Desenvolupament Turístic de Bengala Occidental), concretament el MV Chitrarekha i el MV Sarbajaya. L'allotjament a terra i els safaris en creuer els proporciona el Sunderban Tiger Camp, l'únic centre turístic aprovat pel govern a la regió. Realitzen sortides fixes i excursions privades des de Calcuta durant tot l'any.
A banda de veure la vida salvatge des dels safaris amb vaixell, els visitants també visiten la Torre d'Observació de Sudhanyakali, la Torre d'Observació de Dobanki, la Torre d'Observació de Burirdabri, la Torre d'Observació de Netidhopani, el Santuari d'Aus de Sajnekhali, el Projecte de Cocodrils de Bhagabatpur (una granja de cria de cocodrils), la Illa Sagar, Jambudweep, el Santuari de Vida Silvestre de l'Illa Haliday i Kanak.

## Valoració de l'ecosistema
Un estudi d'avaluació econòmica del 2015 de Sundarbans va estimar que el parc nacional proporciona beneficis de flux per valor de ₹ 12,8 mil milions (aproximadament ₹ 50,000 per hectàrea de terra) anualment. Els importants serveis ecosistèmics i les seves valoracions anuals inclouen la funció de viver (₹ 5,17 mil milions), la protecció del cabal genètic (₹ 2,87 mil milions), l'aprovisionament de peixos (₹ 1,6 mil milions) i els serveis d'assimilació de deixalles (₹ 1,5 mil milions). L'estudi també va esmentar serveis com la generació d'ocupació per a les comunitats locals (₹ 36 milions), la moderació de les tempestes ciclòniques (₹ 275 milions), la provisió d'hàbitat i refugi per a la vida silvestre (₹ 360 milions) i el segrest de carboni (₹ 462 milions).